# Kościół św. Michała Archanioła w Piorunkowicach
Kościół św. Michała Archanioła w Piorunkowicach – rzymskokatolicki kościół filialny w Piorunkowicach, należący do parafii Trójcy Świętej w Rudziczce, w dekanacie Prudnik, diecezji opolskiej.
Według Słownika geograficznego Królestwa Polskiego w XIX wieku Piorunkowice należały do parafii w Ścinawie Małej. Kościół w Piorunkowicach został wzniesiony na przełomie XIX i XX wieku. Został znacznie uszkodzony podczas II wojny światowej.
W kościele znajduje się dzieło Konstantina Smytzka.